# 306 (číslo)
Tři sta šest je přirozené číslo, které následuje po čísle tři sta pět a předchází číslu tři sta sedm. Římskými číslicemi se zapisuje CCCVI a řeckými číslicemi τϛ.

## Matematika
306 je:
- Abundantní číslo
- Nešťastné číslo
- Nepříznivé číslo
- Součet čtyř po sobě jdoucích prvočísel (71 + 73 + 79 + 83)

## Astronomie
- (306) Unitas je planetka hlavního pásu, kterou objevil v roce 1891 Elia Millosevich

## Doprava
- Silnice II/306 je česká silnice II. třídy vedoucí na trase Dřeveš – Skuteč[1]

## Roky
- 306
- 306 př. n. l.